# Derrick Brew
Derrick Brew (Houston, Estados Unidos, 28 de diciembre de 1977) es un atleta estadounidense, especialista en la prueba de 4 x 400 m, con la que ha logrado ser campeón mundial en 2005 y campeón olímpico en 2004.

## Carrera deportiva
En los JJ. OO. celebrados en Atenas en 2004 ganó la medalla de oro en los relevos 4 x 400 m, y la de bronce en 400 metros.
Al año siguiente, en el Mundial de Helsinki 2005 ganó la medalla de oro en los relevos 4 x 400 metros, con un tiempo de 2:56.91 segundos, por delante de los bahameños y jamaicanos, siendo sus compañeros de equipo: Andrew Rock, Darold Williamson y Jeremy Wariner.